# 심단
심단(沈檀, 1645년~1730년)은 조선 후기의 문신으로, 본관은 청송(靑松), 자는 덕여(德輿), 호는 약현(藥峴)·추우당(追尤堂)이다.

## 가계
남인 산림(南人 山林) 고산 윤선도(孤山 尹善道)의 사위 심광면(沈光沔)의 아들로 고산 윤선도의 외손자이다. 윤선도의 증손자인 문인화가 공재(恭齋) 윤두서(尹斗緖)와는 5촌지간이다. 또한, 고산 윤선도와 함께 예송논쟁에서 3년설을 주장한 남인 산림(南人 山林) 심광수(沈光洙)의 5촌 당질이며, 고산 윤선도의 손자 윤이석의 장인 심광사(沈光泗, 심광수의 동생)의 5촌 당질이다. 심광수(沈光洙)·심광사(沈光泗) 형제는 심단의 아버지 심광면(沈光沔)과 사촌지간이다. 심광수·심광사·심광면 집안은 모두 해남 윤씨 고산 윤선도 집안과 깊은 관계가 있다.

## 생애
외조부인 윤선도로부터 학문을 배워 1673년(현종 14년) 정시문과에 병과로 급제하였다.
이후, 정언·수찬·지평·이조좌랑·교리·헌납·이조정랑·사인·응교 등을 두루 역임하였다.
1680년(숙종 6년) 경신환국으로 남인이 서인에 의해 축출될 때 양덕에 유배되어 10년간 귀양살이를 하였다.
1689년 기사환국으로 남인이 득세하자 귀양에서 풀려나 교리·부응교·수원부사·이조참의·병조참판·도승지·대사간·대사헌 등을 역임하였다.
1694년 갑술환국으로 폐위되었던 인현왕후가 복위하고 다시 남인이 실각하자 파직되었다.
1701년 인현왕후가 병으로 죽고 그나마 명맥이 남아 있던 남인세력까지 완전히 제거당하자, 같은 남인이던 민언량(閔彦良)의 무고로 해남현에 유배되었다가 1703년 영해로 옮겨졌다가 1711년에 풀려났다.
1713년 동지중추부사에 제수되고, 1720년 지중추부사가 되어 기로소(耆老所)에 들어갔다.
원래 남인(南人)이었으나 서인(西人) 정권하에서 관직 생활을 하게 되었고, 서인이 노론(老論)과 소론(少論)으로 갈라지자 소론이 되었다.
1721년(경종 1년)에 이조판서·예조판서 등을 역임하면서 경종과 왕세제인 영조에게 우애하기를 항상 권장하였다.
그리고 당시 소론의 강경파 김일경(金一鏡)이 환관 박상검(朴尙儉)을 매수하여 왕세제를 해치려 했던 사건을 크게 비난하였다.
이후 대사헌·판의금부사를 거쳐 한성부판윤과 세제우빈객(世弟右賓客)을 겸하면서 왕세제를 보도(輔導)하였다. 이후 우참찬·형조판서·예조판서를 역임하였다.
영조 즉위 후에는 판의금부사·판중추부사·도총관 등을 역임하였다.
그러나 1728년(영조 4년) 재집권한 노론의 탄핵으로 삭주로 유배되었다.
1729년 영조의 탕평책으로 풀려나 공조판서·형조판서에 제수되었으나 모두 사양하였다.
그 해에 이인좌(李麟佐)의 난이 일어나자 급히 궁궐로 달려가 안민(安民: 백성을 편안하게 함)하고 학리(虐吏: 탐학한 서리)를 제거할 것, 제도(諸道)의 사조(私租: 사가가 사적으로 거둬들이는 세금)를 조사하여 군액(軍額: 군에 필요한 자금)에 충당할 것, 주전(鑄錢)을 하지 말 것, 제궁가(諸宮家)와 각 관아가 침탈하는 법을 벗어난 사사로운 조세를 혁파할 것 등의 시무책(時務策)를 올렸다.
이후 공조판서 등을 거쳐 1730년 판중추부사로 치사(致仕)한 후에 봉조하(奉朝賀)가 되었다.

## 가계도
- 심달원 (승문원 판교, 증이조판서)
  - 심전 (沈銓, 경기도 관찰사, 증영의정, 청파부원군(靑坡府院君))
  - 부인 : 증 정경부인 전의 이씨 - 이한(李翰)의 딸
    - 심우선 (장수현감)
    - 부인 : 파평 윤씨
      - 심양 (사헌부 감찰)
        - 심광한 (증이조참판)
          - 심상 (심광사의 아들, 사간원 정언, 증이조판서)
            - 심득량 (순흥부사, 증좌찬성)
              - 심각 (예조판서, 판의금부사, 판중추부사, 기로소)
                - 심창석
                  - 심유
                    - 심동량
                      - 딸 : 청송 심씨
                      - 남편 : 정대무(丁大懋, 1824년 5월 18일 ~ ?) - 정학유의 아들, 심오의 외손자, 참봉, 현감, 자는 자원(子園)

                  - 심오 (심경석에 입양됨)

                - 심경석 (용궁현감)
                  - 심오 (심창석의 아들)
                    - 딸 : 청송 심씨
                    - 남편 : 압해 정씨 조선후기 대실학자 다산 정약용의 차남 운포 정학유
                      - 정학유의 아들 : 정대무(丁大懋, 1824년 5월 18일 ~ ?) - 심오의 외손자, 참봉, 현감, 자는 자원(子園)

    - 심우준 (진사, 증이조참판)
    - 부인 : 증 정부인 죽산 박씨
    - 부인 : 증 정부인 은진 송씨
      - 심액 (심우승에 입양됨, 이조판서, 판의금부사, 청송군, 기로소)
      - 심서 (평시서령, 증이조판서)
        - 심광면 (증영의정)
        - 부인 : 증 정경부인 해남 윤씨 - 남인 산림 예조참의 고산 윤선도의 딸
          - 심단 (이조판서, 판의금부사, 판중추부사, 기로소, 봉조하)
          - 부인 : 정경부인 광주 이씨
            - 심득천 (승문원 권지정자)
            - 심득경 (고산 윤선도의 증손 문인화가 공재 윤두서의 작품인 심득경 초상화의 모델, 진사)
            - 심득행 (용인현령)
            - 심득성 (생원, 증이조참의)
              - 심치 (증이조참판)
                - 심영석 (병조참판)
                  - 심문 (제릉참봉, 증이조판서)
                  - 부인 : 증 정부인 풍산 홍씨 - 병조판서 홍명주(洪命周)의 딸
                    - 심동신 (병조참판, 지춘추관사, 대사헌)
                    - 심동헌 (승지)

    - 심우승 (沈友勝, 호조참판, 경기도 관찰사, 호성공신 2등, 증영의정, 청계부원군(靑溪府院君))
    - 부인 : 증 정경부인 순흥 안씨(順興 安氏)
      - 심액 (沈詻, 심우준의 아들, 이조판서, 판의금부사, 청송군(靑松君), 기로소)
      - 부인 : 정경부인 안동 권씨(安東 權氏) - 병조판서 권징(權徵)의 딸
        - 심광수 (沈光洙, 남인 산림(南人 山林), 세자시강원 진선, 공조참의, 증이조참판, 청안군(靑安君))
        - 부인 : 증 정부인 안동 권씨(安東 權氏)
          - 심백 (심광사(沈光泗)의 아들, 병조좌랑)

        - 심광사 (沈光泗, 종친부 전부, 증이조참판, 다섯 아들이 모두 문과에 급제)
        - 부인 : 증 정부인 전의 이씨 - 병조참판 이명준(李命俊)의 딸
          - 딸 : 청송 심씨(靑松 沈氏)
          - 남편 : 해남 윤씨(海南 尹氏) 고산 윤선도(尹善道)의 손자 종친부 전부 윤이석(尹爾錫)
            - 윤이석의 아들 : 윤두서(尹斗緖) - 심광사(沈光泗)의 외손자, 공재(恭齋)라 불리며, 겸재(謙齋) 정선(鄭歚), 현재(玄齋) 심사정(沈師正)과 함께 조선의 삼재(三齋)

          - 심백 (심광수에 입양됨, 병조좌랑)
          - 심상 (심광한에 입양됨, 사간원 정언, 증이조판서)
          - 심벌 (황해도 관찰사)
          - 심방 (진주목사)
          - 심탱 (승지)

        - 심액의 딸 : 청송 심씨
        - 심액의 사위 : 오단 - 관찰사
          - 오단의 딸 : 복천부부인 동복 오씨
          - 오단의 사위 : 인평대군 - 인조의 셋째 왕자
            - 인평대군의 장남 : 복녕군
            - 인평대군의 차남 : 복창군
            - 인평대군의 3남 : 복선군
            - 인평대군의 4남 : 복평군

      - 심보 (沈譜, 무과 박천군수)
        - 심광숙 (沈光淑, 무과 만호)
          - 심륜 (沈棆, 첨지중추부사)
            - 심득망 (沈得望, 무과 첨절제사)

    - 심우단 (사헌부 감찰)
    - 부인 : 수원 최씨
      - 심선 (단천부사)

## 같이 보기
- 윤선도
- 윤두서
- 심달원
- 심전
- 심우승
- 심액
- 심광수
- 심각
- 심동신
- 정약용
- 정학유